# John Schlitt
John William Schlitt, född 3 februari 1950 i Lincoln, Illinois, är en amerikansk sångare som var medlem i det kristna rockbandet Petra mellan 1986 och 2005 och från 2013. Tidigare var han sångare i bandet Head East. Han har även gett ut några soloalbum.

## Diskografi (urval)
Album med Head East
- 1974 – Flat as a Pancake
- 1976 – Get Yourself Up
- 1977 – Gettin' Lucky
- 1978 – Head East
- 1979 – Head East Live
- 1979 – A Different Kind of Crazy

Album med Petra
- 1986 – Back to the Street
- 1987 – This Means War!
- 1988 – On Fire!
- 1989 – Petra Praise: The Rock Cries Out
- 1990 – Beyond Belief
- 1991 – Unseen Power
- 1992 – Petra en Alabanza
- 1993 – Wake-Up Call
- 1995 – No Doubt
- 1997 – Petra Praise 2: We Need Jesus
- 1998 – God Fixation
- 2000 – Double Take
- 2001 – Revival
- 2003 – Jekyll & Hyde
- 2004 – Jekyll & Hyde en Español
- 2005 – Petra Farewell (livealbum)

Soloalbum (studio)
- 1995 – Shake
- 1996 – Unfit for Swine
- 2008 – The Grafting
- 2012 – The Greater Cause
- 2013 – The Christmas Project

Album med II Guys From Petra
- 2007 – Vertical Expressions

Album med The Union of Sinners & Saints
- 2016 – The Union of Sinners & Saints